# Ophiomorus latastii
Ophiomorus latastii — вид сцинкоподібних ящірок родини сцинкових (Scincidae). Мешкає на Близькому Сході. Вид названий на честь французького герпетолога Фернанда Латасте.

## Поширення і екологія
Ophiomorus latastii мешкають в центральних і північних районах Ізраїлю, на південному заході Сирії, на заході Йорданії, за деякими свідченнями також в Лівані. Вони живуть в піщаних районах, порослих чагарниками.